# Willem Tichelaar

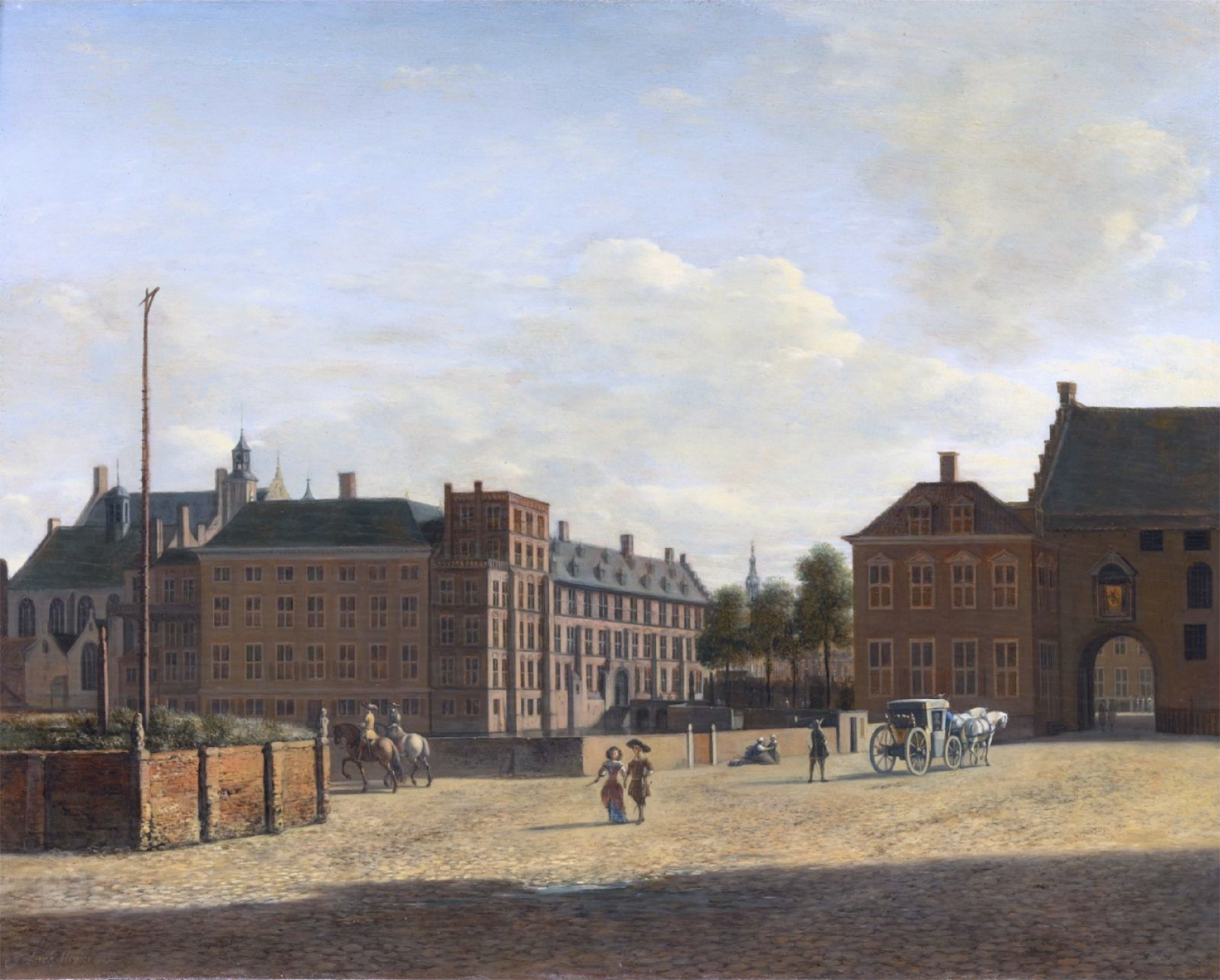
Platz (De Plaats) vor dem Gefängnis (das Torgebäude) mit Hinrichtungsstätte, an dem die Brüder de Witt in Den Haag ermordet wurden (der Binnenhof ist im Hintergrund), Gemälde von Gerrit Adriaensz Berckheyde

Willem Tichelaar, auch Willem Tichelaer (* um 1642 in Oud-Beijerland; † um 1714 in Den Haag) war ein niederländischer Barbier, der im August 1672 an der Verschwörung zur Ermordung der Staatsmänner Cornelis de Witt und Johan de Witt beteiligt war, die durch einen aufgehetzten Mob in Den Haag erfolgte.
Tichelaar war der Sohn von Janneken Jorisdochter Hopzoomer, die 1665 den Schultheiß und Sekretär von Heerjansdam Willem Karducz. heiratete. Tichelaar war Barbier von Beruf, was damals auch die Chirurgie (Feldscher) umfasste. Er wohnte in Geervliet und später in Piershil auf der Insel Hoeksche Waard, das der Aufsicht von Cornelis de Witt unterstand. Er stand im Ruf eines Tunichtguts, war andererseits aber ein eifriger Kirchgänger. Er lebte mit einer Frau von zweifelhaftem Ruf zusammen, mit der er im Juli 1672 das Lager der Armee der Oranier besuchte, wobei er mit so viel Geld in der Tasche zurückkehrte, dass er seinen Laden bei der Rückkehr erst einmal geschlossen hielt. Teilweise stammte das Geld aus Zuhälterei im Armeelager; aus den folgenden Ereignissen kann aber mit Sicherheit geschlossen werden, dass er als Agent provocateur der Oranierpartei angeworben wurde, um den Brüdern De Witt zu schaden.

## Hintergrund
Johan de Witt hatte lange die Niederlande als Staatsmann geführt und war das Haupt der republikanischen Partei, die mit den Anhängern von Wilhelm von Oranien seit Jahren in Konflikt standen. Zu diesem Zeitpunkt war er aber schon zurückgetreten, und im Land herrschte Panik aufgrund der Bedrohung durch die französische Armee, die scheinbar unaufhaltsam im Land vordrang und nur durch die Öffnung der Deiche gestoppt werden konnte (siehe Rampjaar). Die Macht lag zwar seit Juli bei Wilhelm III. von Oranien, dessen Partei hatte aber die Absetzung des damaligen Statthalters Wilhelm II. durch De Witt nicht vergessen, misstraute dessen Rückzug aus der Politik, und ein Teil der Anhänger trachtete nach seiner Ermordung. Inwieweit Wilhelm III. von Oranien involviert war, ist umstritten. Ein erster Anschlag auf Johan de Witt wurde am 21. Juni in Den Haag unternommen, als der Ratspensionär in Begleitung von zwei Dienern den Platz vor dem Gefängnis (Gefangenpoort) betrat, an dem die Brüder später ermordet wurden. Die Attentäter kamen aus guter und einflussreicher Familie (Jacob und Pieter van de Graeff). Im Handgemenge erlitt Johan de Witt Verletzungen durch ein Messer, seine Diener konnten den Angriff aber abwehren. Der Attentäter Jacob van de Graeff wurde zum Tode verurteilt und am 29. Juni mit dem Schwert hingerichtet. Johan de Witt war zu dieser Zeit verwundet mit Fieber auf dem Krankenlager und konnte in dieser entscheidenden Phase politisch nicht aktiv werden – er war mit Fieber bis zum 12. Juli ans Krankenlager gefesselt und politisch ausgeschaltet; insoweit war der Anschlag erfolgreich. Aufständische (zuerst in Dordrecht) erzwangen in dieser Zeit, dass Wilhelm III. als Statthalter eingesetzt wurde. Anfang August stimmte dem auch Johan de Witt offiziell zu. Das Attentat auf de Witt wurde später als Einzelaktion von Oranieranhängern hingestellt, am selben Tag und etwa zur selben Zeit versuchten aber auch vier dort unbekannte Bewaffnete zu Cornelis de Witt in Dordrecht vorzudringen, was von den Dienern abgewehrt wurde, die die Wache riefen. Von den Orangisten wurde zu dieser Zeit in Pamphleten mit heftigen Schmähungen und Mordaufrufen gegen die de Witts gehetzt. Neben dem Vorwurf des Verrats (er hatte lange eine Allianz mit Frankreich gegen England befürwortet) wurde ihm auch unrechtmäßige Bereicherung vorgeworfen und Atheismus (sein Widerstand gegen eine Vereinnahmung des Staates durch orthodoxe Calvinisten führte auch dazu, dass Prediger gegen ihn hetzten). Johan de Witt ignorierte diese Beschuldigungen meist; der Vorwurf, die Armee nicht entschieden genug im Kampf gegen Frankreich unterstützt zu haben und sich an Staatsgeldern für Geheimdienstberichte bereichert zu haben, empörte ihn aber, und er wandte sich an Wilhelm III. zwecks einer öffentlichen Verteidigung, was dieser aber nur halbherzig tat.

## Anklage und Prozess gegen Cornelius de Witt

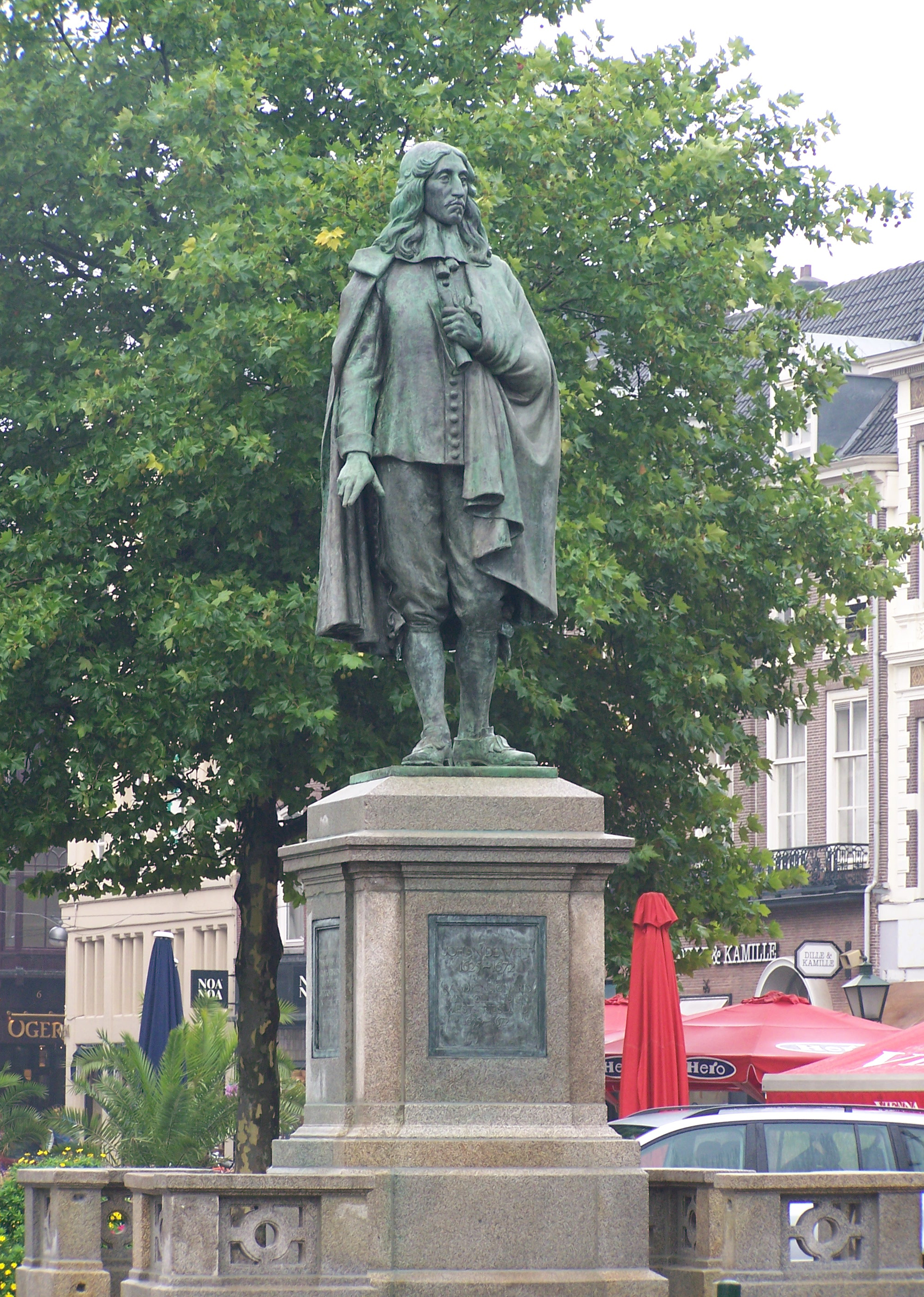
Standbild von Johan de Witt am Ort seiner Ermordung in Den Haag, De Plaats

Tichelaar besuchte am 7. Juli Cornelius de Witt unter dem Vorwand der Bitte, dass eine Verurteilung gegen ihn fallengelassen würde. Zwei Jahre zuvor war er zur Zahlung der hohen Summe von 1000 Gulden und ewiger Verbannung aus Piershil verurteilt worden, weil er versucht hatte, eine junge Frau aus seinem Ort zu vergewaltigen, die daraufhin nach Dordrecht floh. Tichelaar wurde zunächst abgewiesen, am nächsten Tag konnte er aber zu Cornelius de Witt vordringen. Wie er später vor Gericht behauptete, bot de Witt ihm an, die Verurteilung gegen ihn aufzuheben, wenn er Wilhelm III. ermorden würde, und außerdem 30.000 Gulden. Nach der Aussage von De Witt schlug dagegen Tichelaar vor, etwas gegen den Statthalter wegen seiner Englandfreundlichkeit zu unternehmen, wurde aber von De Witt zurückgewiesen, der die Unterredung nach kaum einer Viertelstunde abbrach und außerdem den Stadtsekretär und über diesen den Bürgermeister informierte. Tichelaar ging drei Tage später wieder in das Lager der Oranier und berichtete seine Version, De Witt habe ihn zur Ermordung von Wilhelm III. anwerben wollen. Wilhelm III. reichte dies an den Staatsgerichtshof (Hof van Holland) in Den Haag weiter, der unter dem Vorsitz von Adriaan Pauw van Bennebroek (1622–1697) stand und für seine politische Willfährigkeit bekannt war. Dieser hörte Tichelaar an und beschloss am 23. Juli, Cornelis de Witt zu verhaften, während man Tichelaar auf freiem Fuß ließ. Er wurde erst verhaftet, nachdem die Vertreter Dordrechts gegen die Verhaftung von De Witt protestierten. Johan de Witt, der sich mittlerweile vom Attentat erholt hatte, war über diese Anzeichen eines politischen Prozesses beunruhigt und engagierte die besten Anwälte, was aber nichts nützte. Obwohl keine überzeugenden Beweise gegen De Witt vorlagen und der schlechte Ruf von Tichelaar als Zuhälter dem Gericht bekannt war, stimmten sie mit einer knappen Mehrheit dafür, De Witt unter Folter zu befragen. Das erfolgte unter politischem Druck der Oranierpartei (und des lokalen Mobs, der sich nach einem Gerücht, dass Cornelius geflohen sei, am 15. August die ganze Nacht um das Gefängnis versammelte), da das damalige niederländische Strafrecht das eigentlich ausschloss. Er wurde auch weniger zu Tichelaar befragt als zu seinem Verhalten beim Rückruf des Ewigen Edikts am 29. Juni. Alle Anzeichen deuteten darauf hin, dass man Cornelius de Witt schaden wollte, um an seinen Bruder Johan heranzukommen. Wilhelm III. griff offiziell nicht ein, obwohl er von den Vorgängen wusste und auch während dieser Zeit zu einem geheimen Treffen in Den Haag weilte. De Witt wurde mehrfach schwer gefoltert, gab aber nichts zu und zitierte stattdessen aus den Oden von Horaz. Eine Verurteilung (die Todesstrafe drohte) konnte nun eigentlich nicht mehr erfolgen, unter dem politischen Druck gab es aber ein Unentschieden der Richter, und die Entscheidung fiel an Wilhelm III., der die ewige Verbannung aus Holland und Verlust aller Ämter aussprach. Tichelaar wurde ohne Auflagen entlassen. Einer der Richter soll sich sogar bedauernd zu dem beim Urteil gegen de Witt anwesenden Tichelaar geäußert haben, Verbannung wäre das Beste, was man herausschlagen könne.

## Ermordung der Brüder de Witt

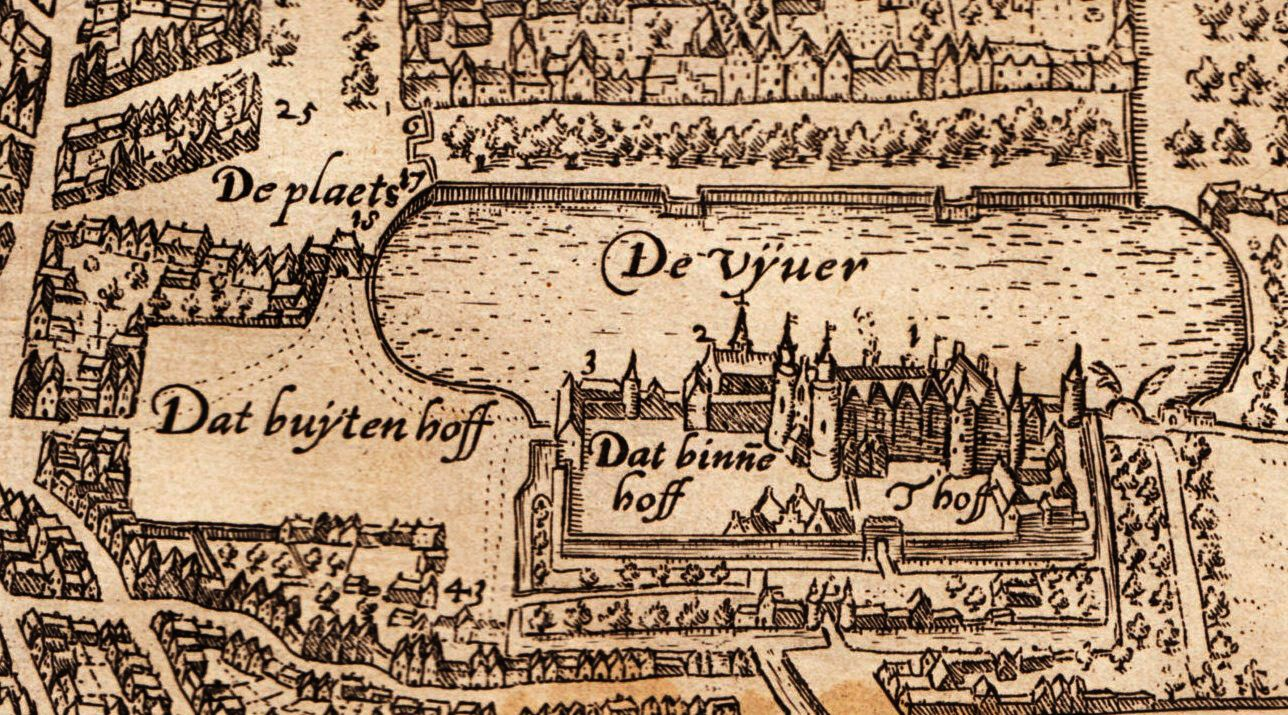
Karte von Den Haag um 1600, das Gefängnis war im Torhaus vom De Plaats zum Buitenhof, unmittelbar angrenzend der Sitz der Regierung im Binnenhof und der Hofteich

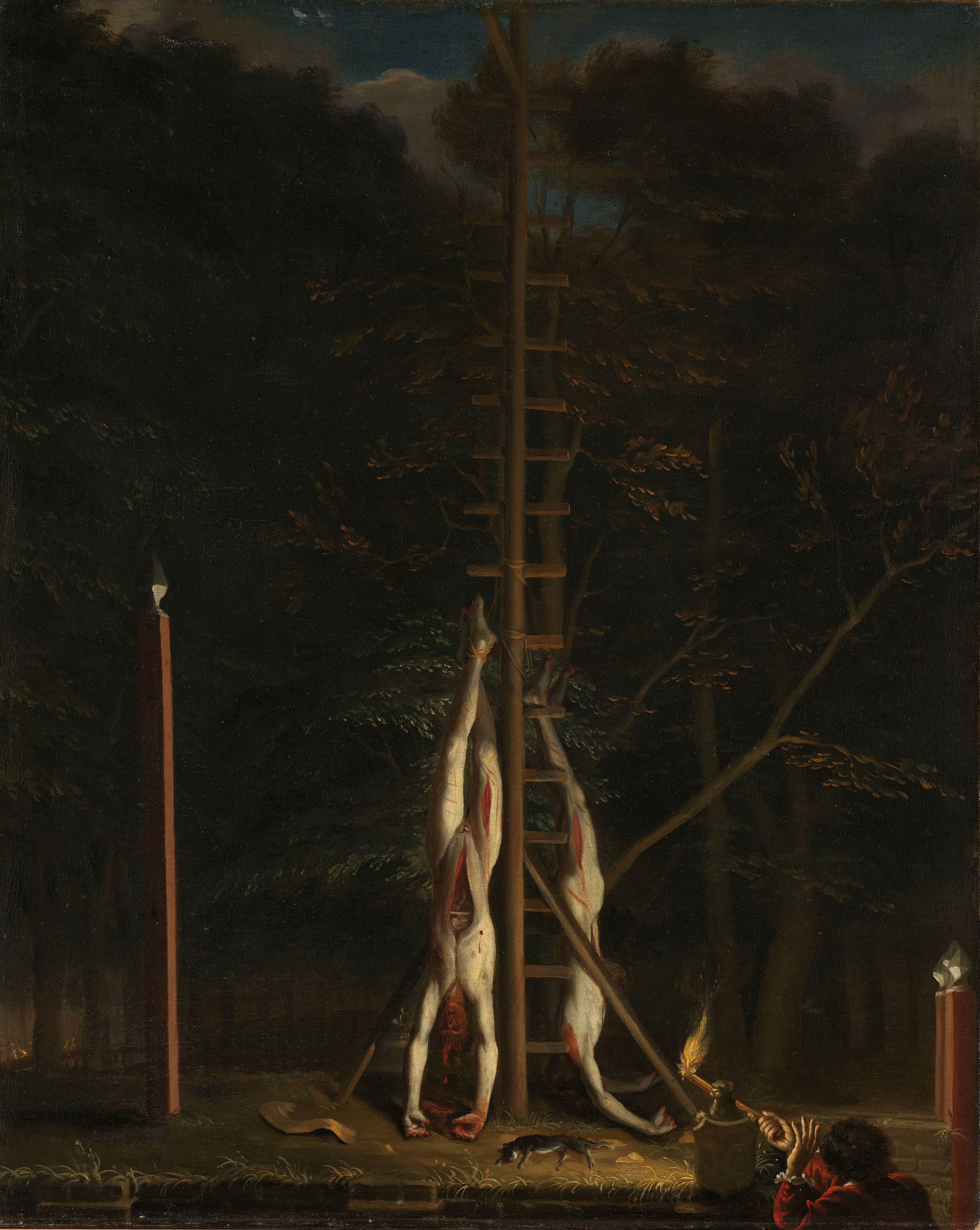
Jan de Baen, Leichen der Gebrüder de Witt

Um 9.30 Uhr am 20. August trat Tichelaar nach der Verkündung des Urteils vor die vor dem Gefängnis (Gevangenpoort) versammelte Menge und hetzte sie mit anderen Oranjeanhängern auf; die Menge wurde aber noch durch Wachen im Zaum gehalten. Etwa um die gleiche Zeit kam Johan de Witt zum Gericht, um seinen Bruder abzuholen. Die Nachricht mit der Bitte, seinen Bruder abzuholen, erreichte ihn über das Dienstmädchen des Gefängnisdirektors; es war aber nicht klar, von wem sie eigentlich stammte (es gab Berichte, dass sie von hochrangigen Verschwörern der Oranje-Partei geschickt worden war, um Johan de Witt vor den Mob zu locken). Trotz Warnungen zum Beispiel durch seine Familie (man war erstaunt, dass die Nachricht von einem Dienstmädchen überbracht wurde, und wollte zunächst eine Bestätigung abwarten) eilte Johan de Witt daraufhin zum Gefängnis, wo sich bestätigte, dass die Nachricht nicht von seinem Bruder kam. Als die Brüder um 11 Uhr nach Erledigung der Formalitäten (wie der Bezahlung der Prozesskosten) das Gefängnis verlassen wollten, wurden sie von der Menge mit Gewalt gehindert. Die Frage, ob es einen Hinterausgang gäbe, wurde von den Wärtern wider besseres Wissen verneint. Von Zeit zu Zeit schickte die Menge Abgesandte, um festzustellen, ob die de Witts sich noch im Gefängnis befinden. Um 13 Uhr kam Verstärkung von der Stadtwache, die sich aber trotz Verstärkung durch drei Kavalleriekompanien außer Stande sah, zum Gefängnistor vorzudringen. Die Delegierten der Generalstaaten tagten derweil im nahe gelegenen Binnenhof (ein Thema war die Wahl eines Nachfolgers von Johan de Witt) und gaben Befehl, alles zur Rettung der De Witts zu tun. Man schickte auch nach Wilhelm III. ins fünfzehn Meilen entfernte Alphen, der aber im Feld den Franzosen gegenüberstand und sich weigerte, persönlich zu erscheinen oder Truppen zu schicken. Noch wurde der Mob (dem auch die bewaffnete Bürgerwehr angehörte) von den Kavallerieeinheiten unter dem Kommando des Grafen Claude Frédéric t’Serclaes van Tilly (1648–1723) in Schach gehalten. Vor 16 Uhr kamen Gerüchte auf, dass aufständische Bauern auf die Stadt zu marschierten; de Tilly erhielt den Befehl, abzurücken, um ihnen entgegenzutreten. Der Befehl war unterschrieben von Baron von Boetzelaer, Herr von Asperen (1634–1688), Präsident des Rats von Holland (er tagte im nahen Binnenhof) und glühender Orangist, der auch den vorherigen Befehl gab, die Reiter auf den Platz zu schicken, sowie von Adriaan van Bosveld (1633–1698), der für Haarlem Delegierter im Rat von Holland war, und von einem Amtmann namens De Wilde, der das Schreiben aufgesetzt hatte. Nach anderen Quellen wurde der Befehl von Simon van Beaumont (1641/42–1726), damals noch Hilfssekretär (Griffier) der Staaten von Holland, verfasst, der eigentlich mit den de Witts verbunden war. Tilly gehorchte den Befehlen, wohl wissend (was er auch bei Ausführung des Befehls äußerte), dass damit das Schicksal der De Witts besiegelt war. Die Menge, die etwa tausend Menschen auf dem Platz umfasste, wurde erneut aufgestachelt mit dem Gerücht, Plünderer würden sich der Stadt nähern und man müsse nun handeln. Angeführt von Teilen der Bürgerwehr (ein anderer Teil, der das Gefängnis verteidigen sollte, leistete anfangs geringen Widerstand, gab dann aber nach) wurde das Gefängnis gestürmt und die Menge drang zum Brüderpaar vor. Cornelis lag halb bekleidet mit einem japanischen Überwurf auf dem Bett, Johan auf einem Stuhl daneben. Cornelis soll einen Band französische Dramatiker gelesen haben, Johan die Bibel mit der Stelle, an der Isebel von den Hunden zerfleischt wurde. Er fragte, was man von ihnen wolle, und auf die Antwort, dass man sie töten wolle, fragte er, warum man dies dann nicht sofort ausführte. Man entgegnete ihm, dass dies in aller Öffentlichkeit auf dem Platz (der De Plaats) geschehen solle, und die Brüder wurden dorthin hinausgezerrt. Man wollte sie auf der nahen Richtstätte erschießen, sie erreichten sie aber nicht mehr lebend. Cornelius starb zuerst durch Hiebe von Musketen, Piken und Schwertern, Johan verhüllte sein Antlitz und wurde kniend von hinten durch einen Pistolenschuss getötet. Seine letzten Worte waren ein Appell an seine Mitbürger, zu bedenken, was sie tun.
Die Leichname wurden aufgehängt und später von Teilen des Mobs ausgeweidet (es kam sogar zu Kannibalismus und man schnitt sich Körperteile als Souvenirs ab), nachdem der bürgerliche Teil der Verschwörer abgezogen war. Außer den De Witts wurde niemand verletzt. Bei Einbruch der Nacht verlief sich die Menge. Die stark verstümmelten Leichen konnten erst gegen ein Uhr morgens von Freunden und Dienern geborgen werden. An den Leichen hingen Schilder mit der Aufschrift Landprinz bei Johan und Wasserprinz bei Cornelius, die spöttisch auf die frühere Rivalität der beiden zu Wilhelm von Oranien anspielten. Die Geschehnisse waren auch vom Binnenhof, dem Sitz der Regierung, zu sehen, die nur durch den Hofteich vom Schauplatz der Ereignisse auf dem De Plaats getrennt war.
Zu den maßgeblich beteiligten Verschwörern, die das Geschehen aus dem Hintergrund lenkten (sie trafen sich am Tag des Mordes in einem nahen Gasthof), gehörten die Anhänger der Oranje-Partei Admiral Cornelis Tromp (der auch auf dem Platz bei der Ermordung gesehen worden sein soll), Willem Adriaan van Nassau-Odijk (1632–1705, Herr von Odijk und Vertrauter von Wilhelm III.) und Willem Hendrik van Nassau-Zuylestein (1649–1708), ebenfalls ein Vertrauter (und Verwandter) von Wilhelm III. Das geht aus Aufzeichnungen eines Zeitzeugen hervor, des Anwalts Gerrit Copmoyer (oder Kopmoijer), der ein Tagebuch hinterließ. Beteiligt war auch Johan Kievit (1627–1692), der 1666 in die Buat-Verschwörung verwickelt war und deshalb fliehen musste. Er war ein Schwager von Cornelis Tromp, der noch einen Groll gegen Johan de Witt hegte, weil er wegen seines Streits mit Admiral de Ruyter 1666 abgesetzt wurde. Weitere Verschwörer waren Johan van Banchem (1615–1694), der als Schöffe von Den Haag die Bürgerwehr darauf einschwor, die de Witts nicht entkommen zu lassen, und der Leiter der blauen Bürgerwehr (Schützengilde) Hendrik Verhoeff (1645–1710), der notorisch bekannt wurde, als er auf einer Zechtour nach den Morden die herausgeschnittenen Herzen der de Witts herumzeigte. Auch sie wurden später von Wilhelm III. belohnt.
Tichelaar erhielt später eine jährliche Pension von 450 Gulden von Wilhelm III. 1675 wurde er Statthalter von Geervliet, aber 1681 in Schande entlassen. Nach dem Tod von Wilhelm III. wurde seine Pension nicht mehr ausbezahlt, und er verfiel in große Armut und bettelte auf Krücken in Den Haag. Er gab später zu, Cornelis de Witt fälschlich beschuldigt zu haben.

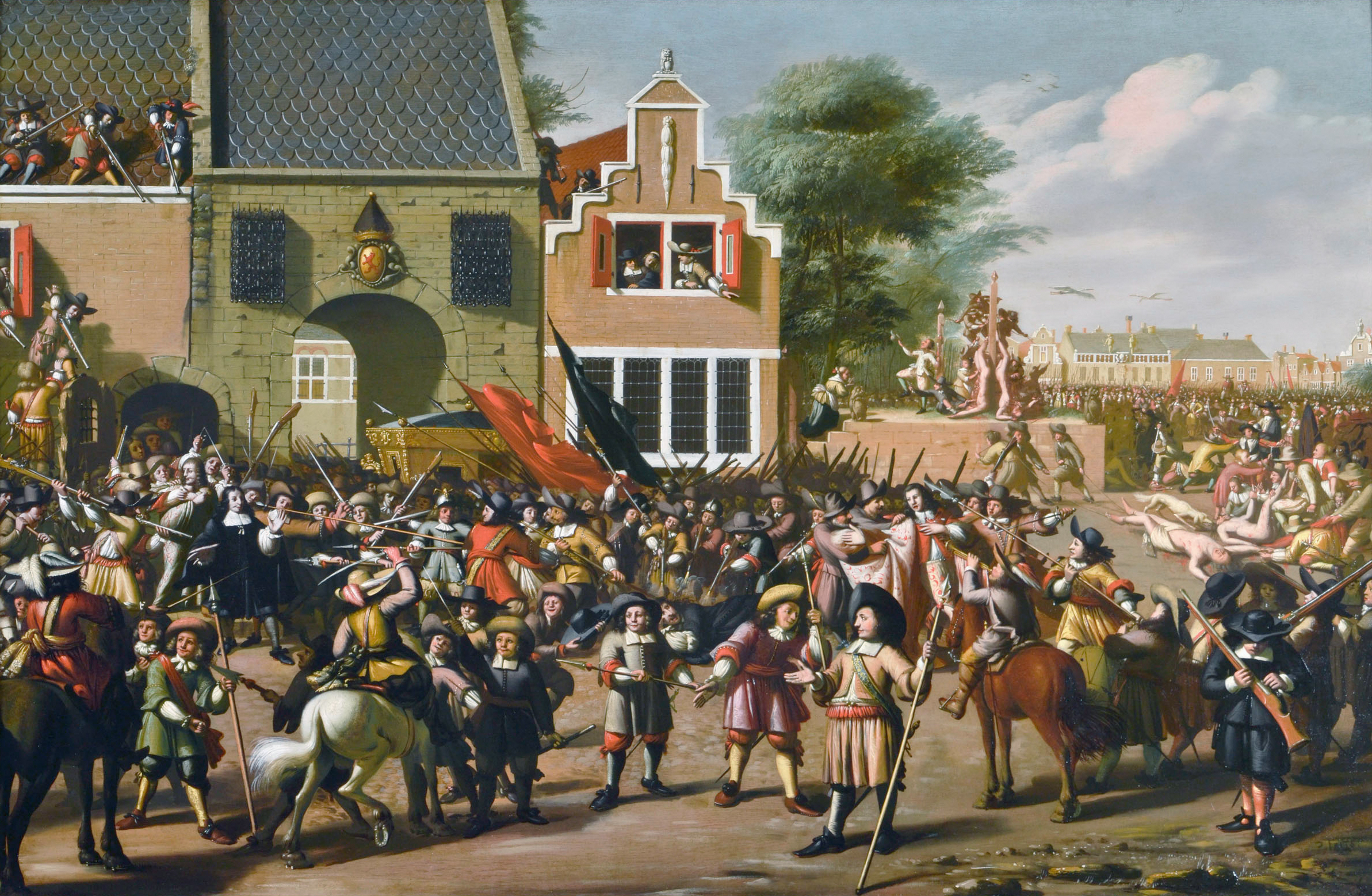
Die Stadien des Mordes nach Pieter Frits (1627–1708)